# Azoto
O azoto, nitrogénio (português europeu) ou nitrogênio (português brasileiro) é um elemento químico com símbolo N,  número atómico 7 e de massa atómica 14,00674 u (7 protões e 7 neutrões, com adição da pequena massa dos 7 eletrões), representado no grupo (ou família) 7 (antigo VO) da tabela periódica.  Pertence à família dos pnicogénios. O nitrogénio foi descoberto pelo médico escocês Daniel Rutherford em 1772, como componente separável do ar. Em condições normais forma um gás diatómico (N2), incolor, inodoro, insípido e principalmente inerte, não participando da combustão e nem da respiração. Condensa a aproximadamente 77 K (-196 °C) e solidifica a aproximadamente 63 K (-210 °C). que constitui 78,08% do volume do ar atmosférico. Embora o nitrogênio dentro dos solos e da vegetação terrestre seja amplamente considerado proveniente da atmosfera, rochas resistidas contribui com 6% a 17% da provisão total de nitrogênio terrestre, ou 11 a 18 teragramas de nitrogênio anualmente.
O nitrogénio é um elemento comum no Universo. Estima-se que seja o sétimo elemento mais abundante na Via Láctea e no Sistema Solar. É sintetizado pela fusão de carbono e hidrogénio nas supernovas. Devido à volatilidade do nitrogénio elementar e dos seus compostos mais usuais, o nitrogénio é muito menos comum nos planetas rochosos do sistema solar interior, para além de ser, no geral, um elemento relativamente raro na Terra. Contudo, da mesma forma que na Terra, o nitrogénio e os compostos do nitrogénio possuem uma grande presença na atmosfera dos planetas e satélites que o têm.  O nitrogênio no manto provavelmente existe desde a formação inicial do planeta.
Muitos compostos de importância industrial, como amoníaco, o ácido nítrico, os nitratos orgânicos (propelentes e explosivos), bem como cianetos, contêm nitrogénio. A ligação extremamente forte de nitrogénio elementar domina a química do nitrogénio, tornando difícil tanto para os organismos como para a indústria transformar o N2 em compostos úteis, libertando grandes quantidades de energia quando estes compostos são queimados ou se degradam em gás nitrogénio. O amoníaco e os nitratos produzidos sinteticamente são importantes fertilizantes industriais. Os nitratos fertilizantes são contaminantes que desempenham um papel significativo na eutrofização dos sistemas aquáticos.
Além de seus principais usos como fertilizantes e stocks de energia, o nitrogénio forma compostos orgânicos versáteis. O nitrogénio constitui parte de materiais tão diversos quanto o kevlar e a supercola de cianoacrilato. O nitrogénio é parte integrante das moléculas de todas as grandes classes de medicamentos, incluindo os antibióticos. Muitos medicamentos imitam ou são pró-fármacos de moléculas de sinalização que contêm nitrogénio. Por exemplo, nitroglicerina e nitroprussiato, ambos nitratos orgânicos, controlam a pressão sanguínea ao metabolizar-se em óxido nítrico natural. Os alcaloides vegetais (que são amiúde substâncias de defesa) contêm nitrogénio por definição. Portanto, muitos fármacos importantes que contêm nitrogénio, como a cafeína e a morfina, são ou alcaloides ou imitadores sintéticos que actuam (da mesma forma que muitos alcaloides vegetais) sobre os receptores dos neurotransmissores dos animais (por exemplo, as anfetaminas sintéticas).
O nitrogénio está presente em todos os seres vivos. É um elemento constituinte do aminoácidos e, portanto, das proteínas, bem como dos ácidos nucleicos (o ADN e o ARN). O corpo humano possui cerca de 3% do seu peso em nitrogénio. Trata-se do quarto elemento mais abundante no corpo depois do oxigénio, carbono e hidrogénio. O ciclo de nitrogénio descreve o movimento deste elemento desde a atmosfera para a biosfera e os compostos orgânicos e o retorno à atmosfera novamente.
Considera-se que foi descoberto formalmente por Daniel Rutherford em 1772 ao determinar algumas de suas propriedades. Entretanto, pela mesma época, também se dedicou ao seu estudo Scheele que o isolou. Entre as várias fases diferentes do azoto sólido, um alótropo molecular N8 foi detetado bem como diversas redes tridimensionais e formas amorfas diferentes.

## Etimologia
Considera-se que o azoto (de Latim nitrum -i, do Grego νίτρον, "nitro" - um nome que foi historicamente usado de forma vaga para se referir a vários compostos de sódio e potássio que contêm azoto-, e -geno, do grego γεν-, "gerar"; isto é, "que gera salitre") Foi formalmente descoberto por Daniel Rutherford em 1772, quando este relatou algumas das suas propriedades (chamou-lhe "ar flogisticado" com base no que observou na sua experiência nesse ano).  No entanto, na mesma altura, Carl Wilhelm Scheele (que o isolou), Henry Cavendish e Joseph Priestley também o estavam a estudar.
O azoto é um gás tão inerte que Antoine Lavoisier se lhe referiu como azote (do grego azoe, que significa "sem vida").Foi classificado entre os "gases permanentes", especialmente porque Michael Faraday não conseguiu vê-lo como um líquido a 50 atmosferas (atm) e -110 °C até às experiências de Raoul Pictet e Louis Paul Cailletet, que em 1877 conseguiram liquefazer.
Os compostos de azoto já eram conhecidos na Idade Média; assim, os alquimistas chamavam ao ácido nítrico água fortis e água régia (água régia) à mistura de ácido nítrico e ácido clorídrico, mistura conhecida pela sua capacidade de dissolver o ouro e a platina.

## História
O nitrogênio (do latim nitrogenium e este do grego νίτρον = nitro, e -genio, da raiz grega γεν = gerar) considera-se que foi descoberto formalmente por Daniel Rutherford em 1772 ao determinar algumas de suas propriedades. Entretanto, pela mesma época, também se dedicaram ao seu estudo Scheele que o isolou, Cavendish, e Priestley. O nitrogênio é um gás tão inerte que Lavoisier se referia a ele como azote, que é uma palavra formada pelas raízes gregas a (negativo) e zote (vivo), ou seja, sem-vida, devido ao fato de que ele não é utilizado para a vida na Terra como o oxigênio. Em francês, o termo azote é utilizado no lugar de nitrogênio. Alguns anos depois, em 1790, foi chamado de nitrogénio, por Jean-Antoine Chaptal, que significa “formador de salitre”.
Foi classificado entre os gases permanentes desde que Faraday não conseguiu torná-lo líquido a 50 atm e -110 °C. Mais tarde, em 1877, Pictet e Cailletet conseguiram liquefazê-lo.
Alguns compostos de nitrogênio já eram conhecidos na Idade Média: os alquimistas chamavam de aqua fortis o ácido nítrico e aqua regia a mistura de ácido nítrico e clorídrico, conhecida pela sua capacidade de dissolver o ouro.

## Características principais
Ocorre como um gás inerte (N2), não metal, incolor, inodoro e insípido, constituindo cerca de 4/5 da composição do ar atmosférico, não participando da combustão e nem da respiração. Como elemento (N) tem uma elevada eletronegatividade (3 na escala de Pauling) e 5 electrões no nível mais externo (camada de valência), comportando-se como ião trivalente na maioria dos compostos que forma. Condensa a aproximadamente 77 K (-196 °C) e solidifica a aproximadamente 63 K (-210 °C).
O nitrogénio é o principal componente da atmosfera terrestre. Este elemento chega ao solo através de compostos orgânicos (restos vegetais e animais) e/ou inorgânicos. Sua fixação pode ser biológica (simbiótica ou não) ou por descargas elétricas. No solo o N se encontra na forma orgânica ou inorgânica, podendo se mudar de forma (ou vice-versa) pelo fenômeno da mineralização ou imobilização.

## Aplicações
- A mais importante aplicação comercial do nitrogênio é na obtenção do gás amoníaco pelo processo Haber. O amoníaco é usado, posteriormente, para a fabricação de fertilizantes e ácido nítrico.
- É usado, devido a sua baixa reatividade, como atmosfera inertizada em tanques de armazenamento de óleos vegetais e animais.[11] Também é usado em tanques de líquidos explosivos, durante a fabricação de componentes eletrônicos (transistores, diodos, circuitos integrados, etc.) e na fabricação do aço inoxidável. O uso de nitrogênio como atmosfera inerte geralmente é feito com a substituição do ar de um ambiente fechado por nitrogênio puro (a pureza necessária vai depender da criticidade do processo) e consequente diminuição nessa atmosfera dos contaminantes e do oxigênio presente no ar.
- O nitrogênio líquido, obtido pela destilação do ar líquido, se usa em criogenia, já que na pressão atmosférica condensa a -196 °C.
- É usado como fator refrigerante, para o congelamento e transporte de alimentos, conservação de corpos e células reprodutivas sexuais, masculinas e femininas ou quaisquer outras amostras biológicas.

Entre os sais do ácido nítrico estão incluídos importantes compostos como o nitrato de potássio (nitro ou salitre empregado na fabricação de pólvora) e o nitrato de amônio como fertilizante.
Os compostos orgânicos de nitrogênio como a nitroglicerina e o trinitrotolueno (TNT) são muito explosivos. A hidrazina e seus derivados são usados como combustível em foguetes.
Na medicina nuclear, o 13N (lê-se nitrogênio 13), radioativo com emissão de positrão, é usado no exame PET.
Na indústria automobilística é utilizado para inflar pneus de alto desempenho.
Na vulcanologia, pesquisadores descobriram que analisar isótopos de nitrogênio "agrupados" é uma maneira útil de monitorar a atividade de vulcões.

### O nitrogênio como adubo
O nitrogênio é o elemento que as plantas necessitam em maior quantidade. É um macronutriente primário ou nobre. No entanto, devido à multiplicidade de reações químicas e biológicas, à dependência das condições ambientais e ao seu efeito no rendimento das culturas, o nitrogênio é também o elemento que apresenta maiores dificuldades de manejo na produção agrícola mesmo em propriedades tecnicamente orientadas.
As formas preferenciais de absorção de nitrogênio pelas plantas são a amônia (NH4+) e o nitrato (NO3-). Compostos nitrogenados simples, como ureia e alguns aminoácidos, também podem ser absorvidos, mas são poucos encontrados na forma livre no solo.
Mas, apesar de ser o nutriente mais abundante da atmosfera terrestre, o N não figura como constituinte de qualquer rocha terrestre. Talvez, seja por este motivo ele é o elemento mais caro dos fertilizantes, pois, para sua formação são necessárias diversas reações químicas, as quais necessitam de muita energia. Tal afirmação é justificada pelo fato da difícil síntese e alto custo energético da formação do NH3.
As formas em que o N se apresenta nos adubos nitrogenados são: Nítricas (Ex. Nitrato de Cálcio), amoniacal (Ou ambas como e o caso do Nitrato de Amônia), orgânica e amídica (Uréia). A concentração de N nos adubos pode variar desde 82% na amônia anidra até alguns décimos de 1% nos adubos orgânicos.

## Abundância e obtenção
O nitrogênio é o componente principal da atmosfera terrestre (78,1% em volume). É obtido, para usos industriais, pela destilação do ar líquido ou pelo enriquecimento através de filtros moleculares. O elemento está presente na composição de substâncias excretadas pelos animais, usualmente na forma de ureia e ácido úrico.
Tem-se observado compostos que contém nitrogênio no espaço exterior. O isótopo 14N se cria nos processos de fusão nuclear das estrelas.

## Compostos
Com o hidrogênio forma o amoníaco (NH3) e a hidrazina (N2H4). O amoníaco líquido — anfótero como a água — atua como uma base em solução aquosa formando íons amônio (NH4+). O mesmo amoníaco comporta-se como um ácido em ausência de água, cedendo um próton a uma base, dando lugar ao ânion amida (NH2-). Também se conhece largas cadeias e compostos cíclicos de nitrogênio, porém, são muito instáveis.
Com o oxigênio forma vários óxidos como o óxido nitroso (N2O) ou gás hilariante, o óxido nítrico (NO) e o dióxido de nitrogênio (NO2), estes dois últimos são representados genericamente por NOx e são produtos de processos de combustão, contribuindo para o aparecimento de contaminantes (smog fotoquímico). Outros óxidos são o trióxido de dinitrogênio (N2O3) e o pentóxido de dinitrogênio (N2O5), ambos muito instáveis e explosivos, cujos respectivos ácidos são o ácido nitroso (HNO2) e o ácido nítrico (HNO3) que, por sua vez, formam os sais nitritos e nitratos.

## Papel biológico
O azoto é o componente essencial dos aminoácidos e dos ácidos nucleicos, vitais para os seres vivos. As leguminosas são capazes de desenvolver simbiose com certas bactérias do solo chamadas de rizóbios, estas bactérias absorvem o azoto diretamente do ar, sendo este transformado em amoníaco que logo é absorvido pela planta. Na planta o amoníaco é reduzido a nitrito pela enzima nitrito redutase e logo em seguida é reduzido a nitrato pela enzima nitrato redutase. O nitrato é posteriormente utilizado pela planta para formar o grupo amino dos aminoácidos das proteínas que, finalmente, se incorporam à cadeia trófica. Um bom exemplo deste processo é observado na soja, sendo esta uma cultura que dispensa adubação nitrogenada. (veja: ciclo do nitrogênio). 
Em um estudo de simulação molecular, pesquisadores propuseram que biomembranas poderiam ser formadas por compostos orgânicos nitrogenados em metano líquido a baixíssimas temperaturas. Teoricamente, isso possibilitaria o surgimento de compartimentos membranosos (necessários para o surgimento de vida) em corpos celestes que não apresentam água no estado líquido mas que apresentam mares de metano líquido, a exemplo da lua de Saturno, Titã. 

## Isótopos

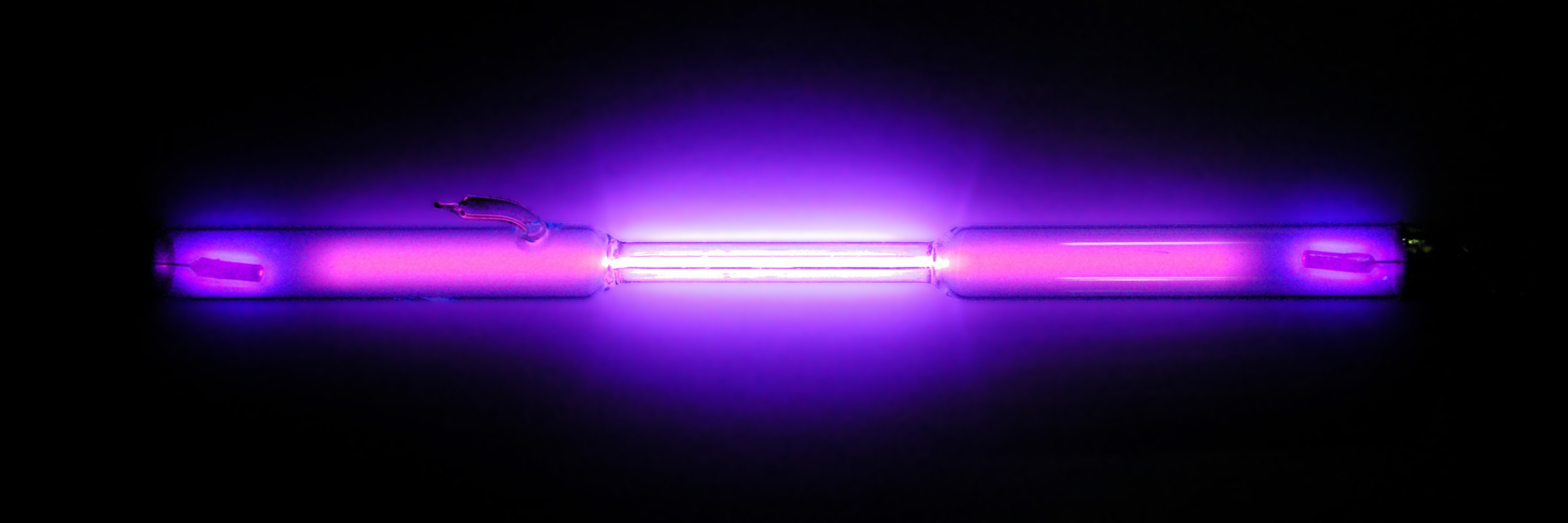
Espectro de descarga do tubo de nitrogênio

Há dois isótopos estáveis do azoto: 14N e 15N. O mais comum é o 14N, com uma abundância relativa de 99,634%, sendo o restante preenchido pelo 15N. No universo, o 14N é produzida pelo ciclo carbono-azoto das estrelas.
Dos dez isótopos artificiais do nitrogênio (sintetizados em laboratório), o 13N tem uma vida média de nove minutos enquanto os demais isótopos, da ordem de segundos ou menos.
As reações biológicas de nitrificação e desnitrificação contribuem, de maneira determinante, na dinâmica do azoto no solo, quase sempre produzindo um enriquecimento em 15N do substrato.

## Precauções
Os fertilizantes azotados são uma poderosa fonte de contaminação do solo e das águas. Os compostos que contêm iões cianeto formam sais extremadamente tóxicos e são mortais para numerosos animais, entre os quais os mamíferos.